# Tidewater (Oregon)
Tidewater az Amerikai Egyesült Államok északnyugati részén, Oregon állam Lincoln megyéjében, az Oregon Route 34 mentén elhelyezkedő önkormányzat nélküli település.
Nevét az Alsea folyó árapályhatárán való elhelyezkedése miatt kapta. A posta 1878-ban nyílt meg.
Itt található a White Wolf Sanctuary sarkifarkas-rezervátum.

## Éghajlat
A település éghajlata mediterrán (a Köppen-skála szerint Csb).
| Hónap                                   | Jan.  | Feb.  | Már. | Ápr. | Máj. | Jún. | Júl. | Aug. | Szep. | Okt. | Nov. | Dec.  | Év    |
| --------------------------------------- | ----- | ----- | ---- | ---- | ---- | ---- | ---- | ---- | ----- | ---- | ---- | ----- | ----- |
| Rekord max. hőmérséklet (°C)            | 20,0  | 27,0  | 27,0 | 33,0 | 35,0 | 38,0 | 41,0 | 41,0 | 38,0  | 34,0 | 27,0 | 19,0  | 41,0  |
| Átlagos max. hőmérséklet (°C)           | 9,7   | 12,4  | 14,0 | 16,0 | 18,9 | 21,0 | 23,7 | 24,3 | 23,6  | 19,0 | 13,1 | 9,9   | 17,2  |
| Átlagos min. hőmérséklet (°C)           | 2,0   | 3,0   | 3,6  | 4,8  | 6,9  | 9,2  | 11,0 | 11,2 | 9,8   | 7,6  | 4,8  | 3,0   | 6,4   |
| Rekord min. hőmérséklet (°C)            | −13,0 | −12,0 | −5,0 | −3,0 | −1,0 | 2,0  | 3,0  | 4,0  | −2,0  | −4,0 | −8,0 | −15,0 | −15,0 |
| Átl. csapadékmennyiség (mm)             | 367   | 307   | 280  | 167  | 105  | 62   | 21   | 28   | 73    | 174  | 342  | 389   | 2315  |
| Forrás: Western Regional Climate Center |       |       |      |      |      |      |      |      |       |      |      |       |       |

## Fordítás
- Ez a szócikk részben vagy egészben  a   Tidewater, Oregon című angol Wikipédia-szócikk ezen változatának fordításán alapul.  Az eredeti cikk szerkesztőit annak laptörténete sorolja fel. Ez a jelzés csupán a megfogalmazás eredetét és a szerzői jogokat jelzi, nem szolgál a cikkben szereplő információk forrásmegjelöléseként.